# Гандалович, Петр
Петр Гандалович (чеш. Petr Gandalovič; 15 августа 1964, Прага) — чешский политический, государственный и дипломатический деятель.
Выпускник физико-математического факультета Карлова университета в Праге (1987). Работал учителем физики и математики в средней школе в Усти-над-Лабем.
В 1989 году стал соучредителем общественно-политической организации Гражданский форум в Усти-над-Лабем.
В 1990—1992 годах — депутат Федерального собрания Чехословакии.
В 1991 году стал соучредителем чешской правоцентристской Гражданской демократической партии.
В 1992—1994 годах занимал пост заместителя министра окружающей среды Чешской Республики.
С 1994 по 1997 работал в Министерстве иностранных дел Чехии, с 1997 по 2002 год — Генеральный консул Чешской Республики в Нью-Йорке (США).
В 2002 году избран мером г. Усти-над-Лабем.
С 2006 года — заместитель председателя Гражданской демократической партии, член палаты депутатов.
В 2006—2007 в правительстве Мирека Тополанека занимал пост министра регионального развития, затем — министр сельского хозяйства (2007—2009).
С 7.07.2011 года — посол в Соединенных Штатах Америки.
Женат, имеет троих детей.
В 2013 году посол Чехии в США Петр Гандалович высказал опасения, что, в связи с проводившейся масштабной операцией по поимке 2-х предполагаемых чеченских террористов-братьев Царнаевых после взрывов в Бостоне, американцы могут направить свой гнев на чехов. Чехия — это государство в Центральной Европе. Чечня — часть Российской Федерации, - сказал он. При этом, Гандалович особенно подчеркнул, что Чехия является активным и надежным партнером США в борьбе с терроризмом.